# Federazione di baseball e softball dello Zimbabwe
La Federazione zimbabwese di baseball e softball (eng. Zimbabwe Baseball & Softball Association) è un'organizzazione fondata nel 2008 per governare la pratica del baseball e del softball nello Zimbabwe.
Organizza il campionato maschile e di softball femminile, e pone sotto la propria egida la nazionale maschile e di softball femminile.